# Krivokljun
Krivokljun, tudi mali krivokljun (znanstveno ime Loxia curvirostra), je klateška srednje velika ptica, ki je razširjena po Evropi in predelih Azije ter Severne Amerike z zmernim podnebjem. 

## Opis
Krivokljun zraste v dolžino do 16 cm, odrasle ptice pa tehtajo med 35 in 40 g in imajo razpon kril do 30 cm. Samci in samice se dobro ločijo že na prvi pogled. Samec je po večini opečnato rdeče barve samice pa so medlo rumeno zelene barve. Krila so pri obeh spolih sive do sivo rjave barve Značilnost krivokljuna je prekrižan kljun, ki pa postane tak šele pri odraslih pticah. Mladiči, ki so sivo rjavo progasti imajo namreč raven kljun.
Osnovna hrana krivokljuna so semena iglavcev, popki listavcev in žuželke. V drugi polovici zime pa se lahko občasno pojavlja v krmilnicah ob gozdnem robu.

## Habitat in razširjenost
Krivokljun se zadržuje v mešanih in iglastih gozdovih, tudi v visokogorju po Evropi, Aziji in Severni Ameriki. V Sloveniji gnezdi od januarja pa vse do marca, gnezdilno obdobje pa je zelo odvisno od tega, koliko obrodijo iglavci, in se lahko začne kadarkoli. Samice v vrhovih krošenj iglavcev spletejo skodeličasto gnezdo pod goste viseče veje, ki služijo kot nekakšna streha. Vanj znesejo v dveh leglih od 3 do 5 zelenkasto-belih jajc. 